# Damašek (přírodní rezervace)
Damašek je přírodní rezervace severozápadně od obce Pustá Rybná v okrese Svitavy. Oblast spravuje AOPK ČR, RP Správa CHKO Žďárské vrchy. Důvodem ochrany je ploché údolí Hlučálu s povrchovým zrašeliněním a typickou květenou.